# Guerra polaco-lituano-teutónica
La guerra polaco-lituana-teutónica también conocida como la Gran Guerra (en polaco: Wielka Wojna) fue un conflicto bélico ocurrido entre los años 1409 y 1411, y en el que el reino de Polonia y el Gran Ducado de Lituania se enfrentaron a la Orden Teutónica. Inspirada por el levantamiento samogicio local, la guerra comenzó con una invasión teutónica de Polonia en agosto de 1409. Como ninguna de las partes estaba preparada para una guerra a gran escala, Wenceslao IV de Bohemia negoció una tregua de nueve meses.
Tras la expiración de la tregua en junio de 1410, los monjes militares-religiosos fueron derrotados decisivamente en la batalla de Grunwald, una de las mayores batallas de la Europa medieval. La mayoría de los líderes teutones murieron o fueron hechos prisioneros. Aunque fueron derrotados, los Caballeros Teutónicos resistieron el asedio a su capital en Marienburgo (Malbork) y sufrieron pérdidas territoriales mínimas en la Primera Paz de Toruń. Las disputas territoriales duraron hasta la Paz de Melno de 1422. 
Sin embargo, los Caballeros nunca recuperaron su antiguo prestigio y poder, y la carga financiera de las reparaciones de guerra provocó conflictos internos y el declive económico de sus tierras. La guerra cambió el equilibrio de poder en Europa Central y marcó el ascenso de la unión polaco-lituana como potencia dominante en la región.

## Causas
En el siglo XIII, los Caballeros Teutónicos habían sido invitados a Culmerland para ayudar en la defensa de Mazovia y en la conversión de los paganos prusianos bálticos. En virtud de un decreto pontificio en el que se les dio carta blanca para actuar como desearan, establecieron una base de poder en la región, ocupando posteriormente las regiones costeras del Báltico (lo que actualmente son Letonia, Lituania y Estonia), y mostraron signos de desear una mayor expansión. Sus incursiones en Polonia en el siglo XIV les dio el control de las principales ciudades en Pomerania y Cuyavia. Con el fin de promover sus esfuerzos bélicos contra el estado pagano de Lituania, los reyes teutones instituyeron una serie de cruzadas con el fin de obtener el apoyo de otros países europeos.
En 1385, la Unión de Krewo incorporó Lituania a la corona de Polonia, y el posterior matrimonio de Gran Duque Jogaila de Lituania y la reina Eduviges I de Polonia fueron a modificar el equilibrio de poder; ambas naciones fueron más que conscientes de que sólo mediante la acción conjunta podrían frustrar los planes de expansión de la Orden Teutónica. Jogaila aceptó el cristianismo y se convirtió en el rey Vladislao II de Polonia. Lituania, con su conversión al cristianismo eliminó gran parte de la razón de ser de las cruzadas de los caballeros teutones.
En 1398, sin embargo, los Caballeros invadieron los estados cristianos de Polonia y Lituania. En este momento, los polacos y los lituanos no tuvieron más opción que sufrir en silencio, pues todavía no estaban preparados militarmente para enfrentarse el poder de los Caballeros.

## Descripción

### Estallido de la guerra
En 1409, comenzó un levantamiento contra los teutones en Samogitia. El rey anunció que daría pie a sus promesas en el caso de los Caballeros invadieran Lituania. Esto se utilizó como un pretexto, y el 14 de agosto de 1409, el Gran Maestre Ulrich von Jungingen declaró la guerra a la unión de Polonia y Lituania. Las fuerzas de la Orden Teutónica inicialmente invadieron la Gran Polonia y Cuyavia, pero los polacos repelieron la invasión y reconquistaron Bromberg (Bydgoszcz), lo que llevó a un posterior acuerdo de armisticio que debía durar hasta el 24 de junio de 1410. Los lituanos y polacos utilizaron este tiempo en los preparativos de la campaña para eliminar la amenaza de una vez por todas.
Los Caballeros Teutónicos eran conscientes de la acumulación de fuerzas polacas y lituanas y esperaban un doble ataque, de los polacos hacia Danzig (Gdansk), y por los lituanos hacia Samogitia. Para contrarrestar esta amenaza, Ulrich von Jungingen concentró parte de sus fuerzas en Schwetz (Świecie), dejando a la gran parte de su ejército en la zona oriental de castillos de Ragnit (Neman), Rhein (Ryn), cerca de Lötzen (Giżycko), y de Memel (Klaipėda). Polacos y lituanos siguieron con sus intenciones mediante la organización de varias incursiones profundas en territorio alemán. Ulrich Von Jungingen pidió el armisticio, que se extendió al 4 de julio con el fin de permitir que llegaran mercenarios de Europa Occidental. Y a se había dado suficiente tiempo a polacos y lituanos para reunir fuerzas.
El 30 de junio, las fuerzas de la Gran Polonia y Pequeña Polonia cruzaron el Vístula a lo largo de un puente y se unieron con las fuerzas de Mazovia y el Gran Ducado de Lituania. Los polacos de Ladislao y las fuerzas lituanas de su primo Vitautas el Grande (a quien Ladislao había cedido el poder en Lituania a raíz de su matrimonio con la reina de Polonia) se reunieron el 2 de julio de 1410. Una semana después de que cruzaron la frontera en el territorio de los Caballeros Teutónicos, en dirección a la capital enemiga, el castillo de Marienburg (Malbork). Los Caballeros Teutónicos fueron capturados por sorpresa.
Ulrich Von Jungingen retiró sus fuerzas de la zona de Schwetz y decidió organizar una línea de defensa en el río Drewenz (Drwęca). El vado del río fue preparado con estacas y los castillos cercanos reforzados. Después de reunirse con su consejo de guerra, Vladislao decidió flanquear a las fuerzas enemigas del Este y continuar la marcha hacia Marienburg por Soldau (Działdowo) y Gilgenburg (Dąbrówno). El 13 de julio, estos dos castillos fueron capturados y el camino hacia Marienburg se abrió.

### Batalla de Grunwald

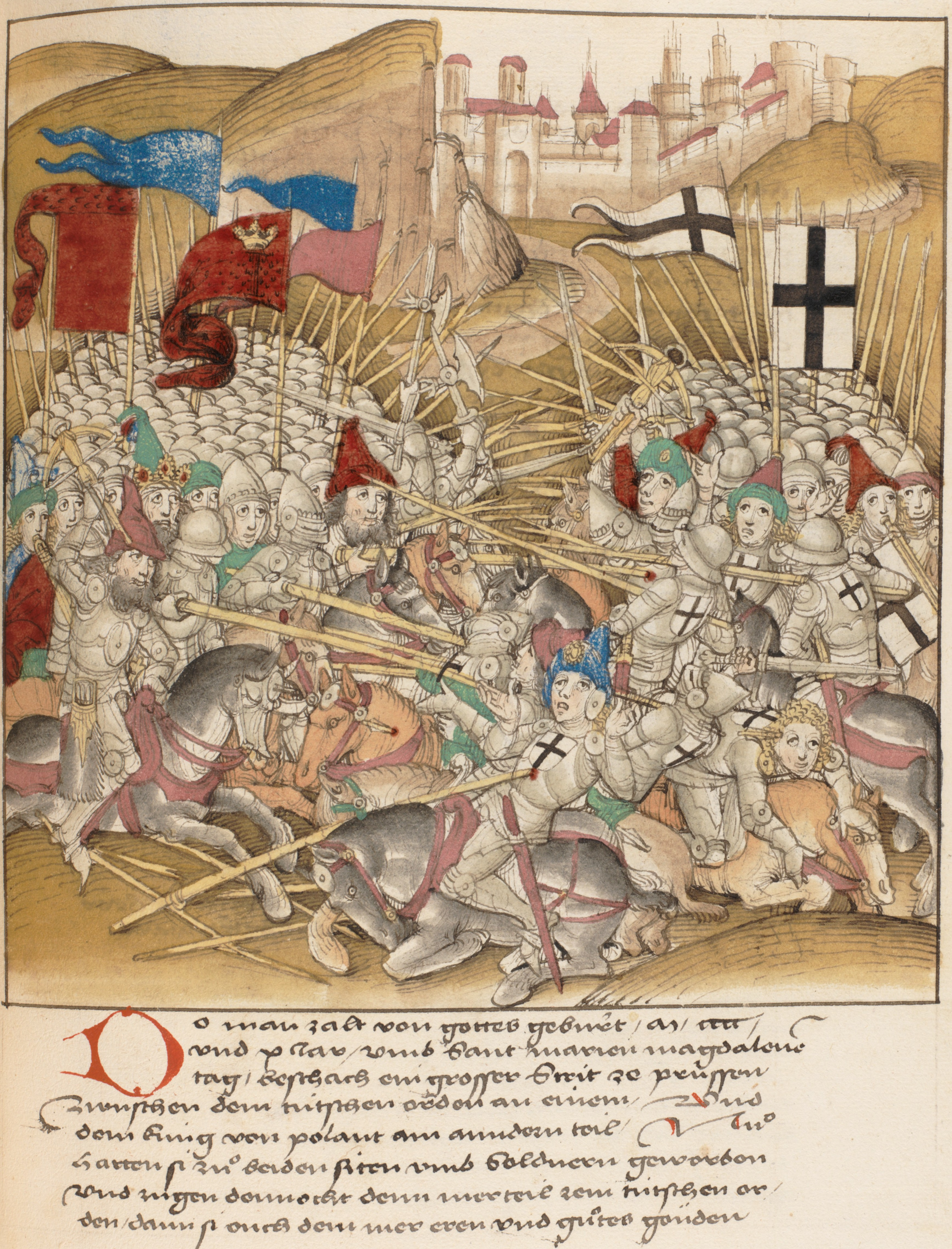
La batalla tal y como aparece en la Berner Chronik de Diebold Schilling.

La batalla de Grunwald tuvo lugar el 15 de julio de 1410 entre las fuerzas combinadas del ejército polaco y lituano, dirigido por Vitautas, Gran Duque de Lituania, y la Orden Teutónica. Las estimaciones modernas del número de tropas implicadas oscilan entre 16.500 y 39.000 hombres polaco-lituanos y entre 11.000 y 27.000 teutones. El ejército polaco-lituano era una amalgama de nacionalidades y religiones: las tropas polaco-lituanas católicas lucharon codo con codo con cristianos ortodoxos orientales, tártaros musulmanes, y husitas bohemios. Veintidós pueblos diferentes, en su mayoría germánicos, se unieron al bando teutón.
Los bohemios fueron allí porque Ladislao y el rey Wenceslao IV de Bohemia habían firmado un tratado de defensa anterior debido a las invasiones por los caballeros teutónicos. El mercenario de Bohemia, Jan Žižka, más tarde se convirtió en el general de los taboritas en las guerras husitas.
Los caballeros esperaban provocar a polacos o lituanos para que atacaran primero y enviaron dos espadas, conocidas como Espadas de Grunwald, para "ayudar a Jogaila y Vytautas en la batalla". Los lituanos atacaron primero, pero tras más de una hora de duros combates, la caballería ligera lituana emprendió la retirada total. El motivo de la retirada -si fue una retirada de la fuerza derrotada o una maniobra preconcebida- sigue siendo un tema de debate académico. Comenzaron fuertes combates entre las fuerzas polacas y teutonas que incluso llegaron al campamento real de Jogaila. Un caballero cargó directamente contra el rey Jogaila, que fue salvado por el secretario real Zbigniew Oleśnicki. Los lituanos volvieron a la batalla. Cuando el Gran Maestre von Jungingen intentó atravesar las líneas lituanas, fue asesinado. Rodeados y sin líder, los Caballeros Teutónicos comenzaron a retirarse hacia su campamento con la esperanza de organizar un fuerte de carros defensivo. Sin embargo, la defensa no tardó en romperse y el campamento fue arrasado y, según el relato de un testigo presencial, allí murieron más Caballeros que en el campo de batalla.
La derrota de los caballeros teutones fue estrepitosa. Murieron unos 8.000 soldados teutones y otros 14.000 fueron hechos cautivos. La mayoría de los hermanos de la Orden murieron, incluido Ulrich von Jungingen y gran parte de los dirigentes de la Orden Teutónica. El oficial teutón de más alto rango que escapó de la batalla fue Werner von Tettinger, Komtur de Elbing (Elbląg). La mayoría de los plebeyos y mercenarios cautivos fueron liberados poco después de la batalla con la condición de que se presentaran en Cracovia el 11 de noviembre de 1410. Los nobles fueron mantenidos en cautividad y se exigieron elevados rescates por cada uno de ellos.

## Tras la batalla de Grunwald
Los Caballeros Teutónicos resultaron con serias bajas como consecuencia de la batalla de Grunwald, perdiendo gran cantidad de guerreros experimentados (ya sea muertos o prisioneros) y muchas de sus fortalezas debieron ser entregadas a Ladislao. Las fuerzas de Michael Küchmeister von Sternberg fueron derrotadas en la batalla de Koronowo en septiembre de 1410.
Ladislao se demoró en atacar la ciudad de Mariemburgo, sede principal de la Orden Teutónica, con lo cual el nuevo gran maestre Heinrich von Plauen tuvo tiempo para preparar con éxito la resistencia teutónica al sitio de Mariemburgo (1410).
La Primera Paz de Toruń de 1411 puso fin a la guerra en términos sorprendentemente favorables a la Orden Teutónica considerando su derrota en Grunwald. De hecho comprometía a la Orden solamente a renunciar a Samogitia mientras vivieran los reyes Ladislao y Vitautas, mientras que los caballeros teutónicos devolvían Dobrzyń a los polacos, pero sin sufrir pérdidas territoriales, lo cual fue interpretado como un fracaso diplomático para Polonia y Lituania.
A pesar de esta situación adversa, los polacos y lituanos lograron fijar costosas indemnizaciones a modo de reparaciones de guerra que debían ser pagadas por la Orden Teutónica: los prisioneros de la Orden serían liberados a cambio de seis millones de groschen de plata pagaderos en cuatro partes durante los próximos diez años, las liberaciones se realizarían de acuerdo a los pagos que hiciera la Orden Teutónica a los polaco-lituanos. Esta era una suma elevadísima para aquella época, equivalente a casi 20 toneladas de plata, y significó para la Orden un golpe tan duro como las posibles pérdidas territoriales.
Ante la imposibilidad de contar con una fuerza militar que pudiera oponerse a los polaco-lituanos, Heinrich von Plauen aceptó los términos de paz. Para cumplir con el rescate de los prisioneros, la Orden Teutónica impuso nuevos tributos a sus feudos, se confiscó oro y plata de sus templos, e inclusive contrajo empréstitos con comerciantes alemanes y extranjeros, situación que terminó por dañar gravemente sus finanzas pues para colmo la Orden debía contratar mercenarios extranjeros para tener a raya a los polaco-lituanos mientras no fuesen liberados todos sus caballeros prisioneros.
Aunque la Orden Teutónica logró pagar toda su deuda a Polonia-Lituania en 1413, el costo de las indemnizaciones y rescates había vaciado las arcas de la Orden, además de generarle gravosas deudas con prestamistas extranjeros, lo cual paulatinamente causó revueltas intestinas a lo largo del siglo XV y una aguda decadencia económica durante varias décadas más.

## Legado

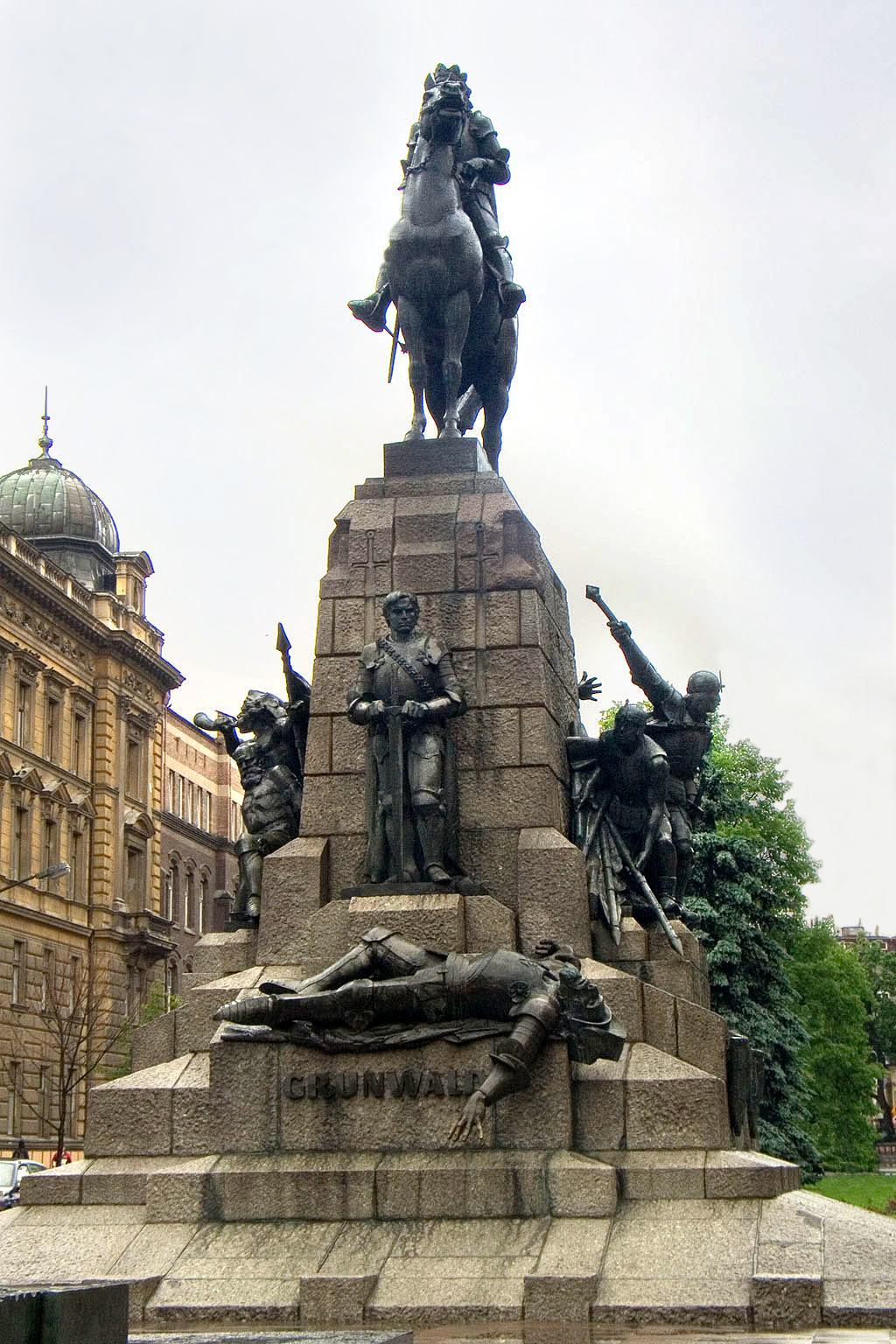
Monumento a la batalla de Grunwald erigido en Cracovia para el 500.º aniversario del enfrentamiento bélico. Fue destruido durante la Segunda Guerra Mundial por los alemanes y reconstruido en 1976.

La batalla es considerada como una de las más importantes en la historia de Polonia y Lituania. En Ucrania, el enfrentamiento militar está muy asociado con Vitautas «el Grande», quien se erigió como el líder del cristianismo ortodoxo oriental en ese momento. En Lituania, la victoria es sinónimo del auge político y militar del Gran Ducado. Fue una fuente de orgullo nacional durante la era del nacionalismo romántico e inspiró la resistencia a las políticas de germanización y rusificación de los imperios alemán y ruso. Los caballeros teutónicos eran retratados como invasores sedientos de sangre y a Grunwald como una victoria justa lograda por una pequeña nación oprimida.
En 1910, para conmemorar el 500.º aniversario de la batalla, se develó un monumento elaborado por Antoni Wiwulski en Cracovia durante una celebración de tres días a la que asistieron unas 150 000 personas. Cerca de 60 ciudades y pueblos en Galitzia también erigieron monumentos de Grunwald para el aniversario.
Aproximadamente en esa época, el escritor Henryk Sienkiewicz escribió la novela Los caballeros de la cruz (en polaco, Krzyżacy), que destaca la batalla en uno de los capítulos. En 1960, el cineasta polaco Aleksander Ford utilizó el libro como base para su película Caballeros de la Orden Teutónica. Se construyeron un museo, monumentos y memoriales en el campo de batalla en 1960. El sitio de la batalla está en la lista de monumentos históricos nacionales de Polonia desde el 4 de octubre de 2010 y bajo la jurisdicción del Consejo del Patrimonio Nacional de Polonia. El nombre de la batalla aparece en decoraciones militares (Cruz de Grunwald), equipos deportivos (BC Žalgiris, FK Žalgiris) y varias organizaciones.
Un movimiento con tendencias nacionalistas creado por el servicio comunista de seguridad polaco en 1981 como contrapeso al sindicato Solidarność también llevaba el nombre de Grunwald. Fue uno de los últimos intentos de colocar la batalla y la memoria de la victoria sobre la Orden Teutónica al servicio de la ideología comunista. Después del fin de la ley marcial en Polonia en 1983, esto fue abandonado debido a la escasa aceptación pública. El evento se conmemora en la Tumba del Soldado Desconocido en Varsovia, con la inscripción GRUNWALD 15 VII 1410.